# Jean-Paul Cézard
Jean-Paul Cézard, né le 30 janvier 1953 à Créteil, est un céiste français.

## Palmarès

### Jeux olympiques
- Jeux olympiques de 1976 à Montréal :
  - Éliminé en demi-finales du C-2 1 000 m

### Championnats du monde
- Championnats du monde de course en ligne de canoë-kayak de 1974 à Mexico :
  -  Médaille de bronze en C-2 10 000 m avec Alain Acart